# امیرآباد علی نور
امیرآباد علی نور، روستایی از توابع بخش فامنین شهرستان همدان در استان همدان ایران است.

## جمعیت
این روستا در دهستان خرم‌دشت قرار دارد و براساس سرشماری مرکز آمار ایران در سال ۱۴۰۲، جمعیت آن ۱۰۸۹ نفر (۳۰۴خانوار) بوده‌است